# III. Mehmed Giráj krími kán
III. Mehmed Giráj (krími tatár: III Mehmed Geray, ٣محمد كراى), (1584 – 1629) krími tatár kán.

## Élete
Mehmed II. Szadet Giráj kán fia és II. Mehmed unokája volt. 1596-ban Szelamet Girájjal együtt Törökországba távozott, ahol a Kara Jaszidzsi felkelésben való részvételéért hét évig a Héttoronyban raboskodott. 1608-ban a krími kánná kinevezett Szelamet kalgának tette meg Mehmedet, aki azonban összeesküvést szőtt ellene, ezért Budzsákba kellett menekülnie. 1614-ben újra török börtönbe került, 1618-ban megszökött és eljutott a Krímre, ahol Kaffában (ma Feodoszija) a törökök újból elfogták és Rodosz szigetére küldték.
1623-ban Mehmed barátja, az isztambuli nagyvezír rávette a szultánt, hogy Dzsanibek Giráj helyére Mehmedet tegye meg krími kánná. Mehmed öccsét, Sahint nevezte ki kalgának. Trónra kerülése után merész és radikális reformokba fogott. A kánságot régóta pusztító belső klánvillongások letörésére az oszmán szultánokéhoz hasonló egyeduralmi rendszert vezetett be. Törekedett a török befolyás csökkentésére és Sahin öccsét megbízta a oszmánok elleni védelem megszervezésével. 1624-ben a törökök megkísérelték Dzsanibeket visszaültetni a trónra, de a szari-szu-i csatában a tatárok visszaverték őket. A kánság ennek ellenére nem lett független, ám Mehmed megtagadta a szultán perzsiai hadjáratában való részvételt. Tartva a további török támadásoktól, Mehmed felvette a kapcsolatot Lengyelországgal egy oszmánellenes paktum létrehozásának ügyében. Ha nem is a lengyelekkel, de a zaporozsjei kozákokkal sikerült szövetséget kötnie. Követséget küldött a Kis- és Nagy Nogáj Hordához és Törökország elkeseredett ellenségéhez, a perzsa sahhoz is.
1628-ban Mehmed ellentéte a Manszur klánnal nyílt ellenségeskedéssé fajult. A budzsáki nogájokat segítségül hívva, a klán ostrom alá vette Kirk Er (ma Csufut-Kale) erődjét. A kán a zaporozsjei kozákok segítségével felmentette a várat, majd Kaffa felé indult, mert a szultán, a zűrzavart kihasználva újabb próbát tett Mehmed uralmának megdöntésére. A tatár klánvezérek azonban átálltak Dzsanibek oldalára és Mehmed kénytelen volt Sahin öccsével együtt Zaporozsjébe menekülni. 1629-ben megmaradt tatár támogatóival és a kozákok segítségével kétszer is betört a Krímre, de sikereket nem ért el. Mehmed elhatározta, hogy megadja magát Dzsanibeknek, ám amikor ez a kozákok tudomására jutott, meggyilkolták. Sahin Perzsiába menekült.
III. Mehmedet Bahcsiszerájban temették el.

## Fordítás
Ez a szócikk részben vagy egészben  a(z)   Мехмед III Герай című orosz Wikipédia-szócikk ezen változatának fordításán alapul.  Az eredeti cikk szerkesztőit annak laptörténete sorolja fel. Ez a jelzés csupán a megfogalmazás eredetét és a szerzői jogokat jelzi, nem szolgál a cikkben szereplő információk forrásmegjelöléseként.
| Előző uralkodó: I. Szelamet Giráj | Krími kán 1610 | Következő uralkodó: Dzsanibek Giráj |

| Előző uralkodó: Dzsanibek Giráj | Krími kán 1623 – 1624 | Következő uralkodó: Dzsanibek Giráj |

| Előző uralkodó: Dzsanibek Giráj | Krími kán 1624 – 1628 | Következő uralkodó: Dzsanibek Giráj |